# Особняк Динцера
Особняк Динцера, дача Динцера, Симферопольский шахматно-шашечный клуб — двухэтажный дом, построенный в конце XIX — начале XX века в стиле неоклассицизм с элементами барокко на набережной реки Салгир, в центре города Симферополь. 
Сегодня известен как Симферопольский шахматно-шашечный клуб и детско-юношеская шахматно-шашечная школа. Тут проводятся турниры от местного до международного уровней. Принимал 1-я лига Чемпионат СССР по шахматам 1989, 1-я лига Чемпионат УССР 1990, Чемпионат Украины 1992 года. Здесь обучались и тренировались претендент на чемпионы мира, обладатель кубка мира по шахматам Карякин С. А. и  чемпион мира по русским шашкам Белошеев С. А.
Памятник культурного наследия Украины местного значения (2011). Памятник градостроительства и архитектуры регионального значения РФ (2016).

## История
Особняк построен неизвестным архитектором для цветочного магната А. Ф. Динцера. В начале XX века дача Динцера была известна на весь Крым. За домом находилась первая в Крыму платная площадка для катания на роликовых коньках (скейтинг-ринк).
Скейтинг-ринк также использовался для различных торжественных мероприятий (например, здесь проходило празднование 100-летнего юбилея со Дня рождения А. С. Пушкина в 1899 году и 300-летия дома Романовых в 1913 году).
Во время революции одного Динцера раскулачили и выслали в Казахстан, а другого посадили в тюрьму. Дом был национализирован и перешёл в государственную собственность. На протяжении советских времен в особняке Динцера жили партийные деятели и бывшие партизаны, а скейтинг-ринк использовался под склады электромеханического завода.

## Шахматно-шашечный клуб и шахматно-шашечная школа
В 1987 году здание полностью отреставрировали, и в нём расположился шахматно-шашечный клуб города Симферополь. В 1987 году Симферопольский шахматно-шашечный клуб возглавил В. М. Жук, который в 1995 году участвовал в создании Шахматно-шашечной федерации Автономной Республики Крым, в которой с тех пор занимал пост исполнительного директора. Позже тут же открылась детско-юношеская спортивная школа по шахматам и шашкам.   
В 1988 году клуб принимал 1-ю лигу Чемпионата СССР по шахматам 1989, в 1990 году - Чемпионат УССР по шахматам 1990, через два года - Чемпионат Украины по шахматам 1992 (1-й Чемпионат Украины). 

В своё время здесь побывал многократный чемпион мира по шахматам Гарри Каспаров. Он заявил: «Моя мечта, чтобы в каждом городе был такой шахматно-шашечный оазис не только для детей, но и для взрослых!». 
После распада СССР дом переоборудовали под казино, но под натиском местных активистов и газеты Крымская правда решением Совета министров АРК в 1995 году Дача Динцера снова приняла в свои стены шахматистов. В 2004 году на этом месте создано Крымское республиканское внешкольное учебное заведение «Детско-юношеская шахматно-шашечная спортивная школа», которая известна такими выпускниками, как обладатель кубка мира по шахматам Карякин С. А. и чемпион мира по русским шашкам Белошеев С. А.
Крымская детско-юношеская школа заслуженно входила в число лидеров шахматных школ Украины, становилась победителем среди регионов по уровню развития шахмат. Среди её воспитанников гроссмейстеры, международные мастера, мастера по шахматам и шашкам. Опытные педагоги подготовили множество восходящих «звёздочек» мировых шахмат. Например, Ирину Андренко, Марью Танцюру (Ефименко), Александра Тряпишко.
Дача Динцера стала памятником архитектуры местного значения Украины и с 2011 года подчинялась управлению Республиканского комитета Автономной Республики Крым по охране культурного наследия.
В конце июня 2013 года дача Динцера стала одним из экспонатов Бахчисарайского парка миниатюр «Крым в миниатюре на ладони».
В 2014 году, после захвата и аннексии украинского Крыма Россией, правительство последней внесло здание в государственный реестр объектов культурного наследия РФ. В 2016 году установленное Россией крымское правительство приняло решение о реставрации особняка. Были укреплены аварийные участки стен, перекрыта кровля, на протекавших балконах и террасах установили гидроизоляцию, заменили водосточную систему. Восстановлен фасад и интерьеры,  заменены электропроводка и канализационные трубы. По данным Министерства культуры РК, на реставрацию особняка Динцера было направлено 102,17 млн. рублей в рамках федеральной целевой программы. Восстановленный особняк передали спортивной школе по шахматам и шашкам, 550 юных шахматистов и 20 тренеров вернулись в родные стены.
Занятия в спортшколе торжественно открыли установленный Россией глава республики Сергей Аксёнов и гроссмейстер, бывший воспитанник этого заведения, Сергей Карякин. После двух начальных ходов символической партии игроки согласились на ничью.